# ロイヤル・モータース
ロイヤル・モータースは1973年（昭和48年）から1978年（昭和53年）まで存在した輸入車ディーラー。総合商社・安宅産業のグループ会社である。1972年いっぱいでフィアット・フェラーリの輸入販売から撤退した西武自動車販売から両車種の輸入代理権を継承、1973年の東京モーターショーでフィアット各車種を展示して活動を開始した。

## 解説
販売車種は、フィアットX1/9、128（2/4ドアおよびクーペ)、124（4ドア・スペシャルTC及びクーペ、スパイダー)であり、すべてアメリカに輸出されていて排気ガス対策が容易な車種であった。このため販売車種はすべて左ハンドル（当時の外車は左ハンドルが当たり前で右ハンドルの外車は英国車の一部に限られていた）であり、根強い人気のあった500や、当時の新型車であった126、かつての人気車125の後継車種である132、美しいボディスタイルで知られた130クーペなどは、対米輸出されていないため輸入しなかった。また、フェラーリについては輸入代理権を持っているだけで、折からのスーパーカーブームにもかかわらず、輸入販売を行わなかった。このため、並行輸入業者が巨利を博することになる。
こうした安易な販売車種設定（右ハンドル・オートマチック車の設定もなかった）、日本の交通事情に合わない米国仕様車を輸入したことによるエンジン性能低下、スポイルされた外観（大型のウインカーや1975年モデル以降の衝撃吸収バンパー追加など）、さらに当時のイタリア車に付きものであった発錆などの品質問題から、ロイヤルによるフィアット車の販売は伸びなかった。1976年には124TCの後継車種の131Sミラフィオーリ、6年ぶりのランチア輸入再開となるランチア・ベータ・クーペを投入するなど販売努力を重ねたが、1978年に安宅産業破綻の巻き添えを食う形で廃業、フィアット・ランチアの輸入代理権は従来の主力車種オペルの輸入中断で困っていた老舗東邦モーターズに、フェラーリの輸入代理権はロールス・ロイスなど超高級車の輸入で知られたコーンズ・アンド・カンパニー・リミテッドに、それぞれ移った。